# كويا كيتاغاوا
كويا كيتاغاوا (باليابانية: 北川 航也) (26 يوليو 1996 في شيزوكا في اليابان – )؛ هو لاعب كرة قدم ياباني سابق كان يلعب كمهاجم.

## وصلات خارجية
- كويا كيتاغاوا على موقع رابطة كرة القدم اليابانية للمحترفين (اليابانية)
- كويا كيتاغاوا على موقع قاعدة بيانات كرة القدم.إي يو (الإنجليزية)
- كويا كيتاغاوا على موقع ناشيونال فوتبول تيمز (الإنجليزية)
- كويا كيتاغاوا على موقع Soccerway.com (الإنجليزية)
- كويا كيتاغاوا على موقع عالم كرة القدم.نت (الإنجليزية)
- كويا كيتاغاوا على موقع كووورة